# Nusatidia rama
Nusatidia rama är en spindelart som beskrevs av Christa L. Deeleman-Reinhold 200. Nusatidia rama ingår i släktet Nusatidia och familjen säckspindlar. Inga underarter finns listade i Catalogue of Life.